# Călinești (Maramureș)
Călinești is een Roemeense gemeente in het district Maramureș.

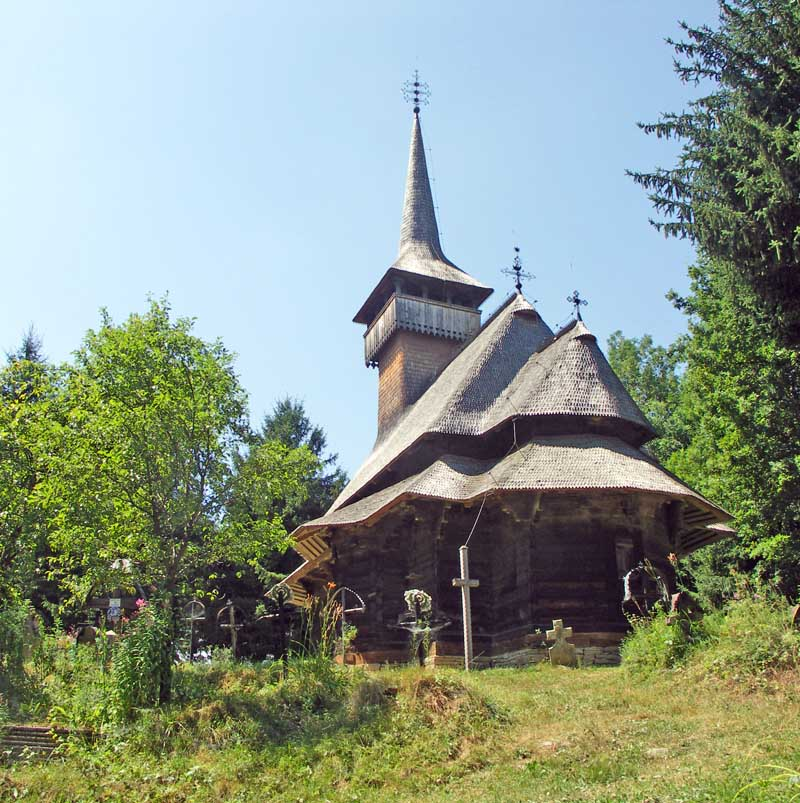
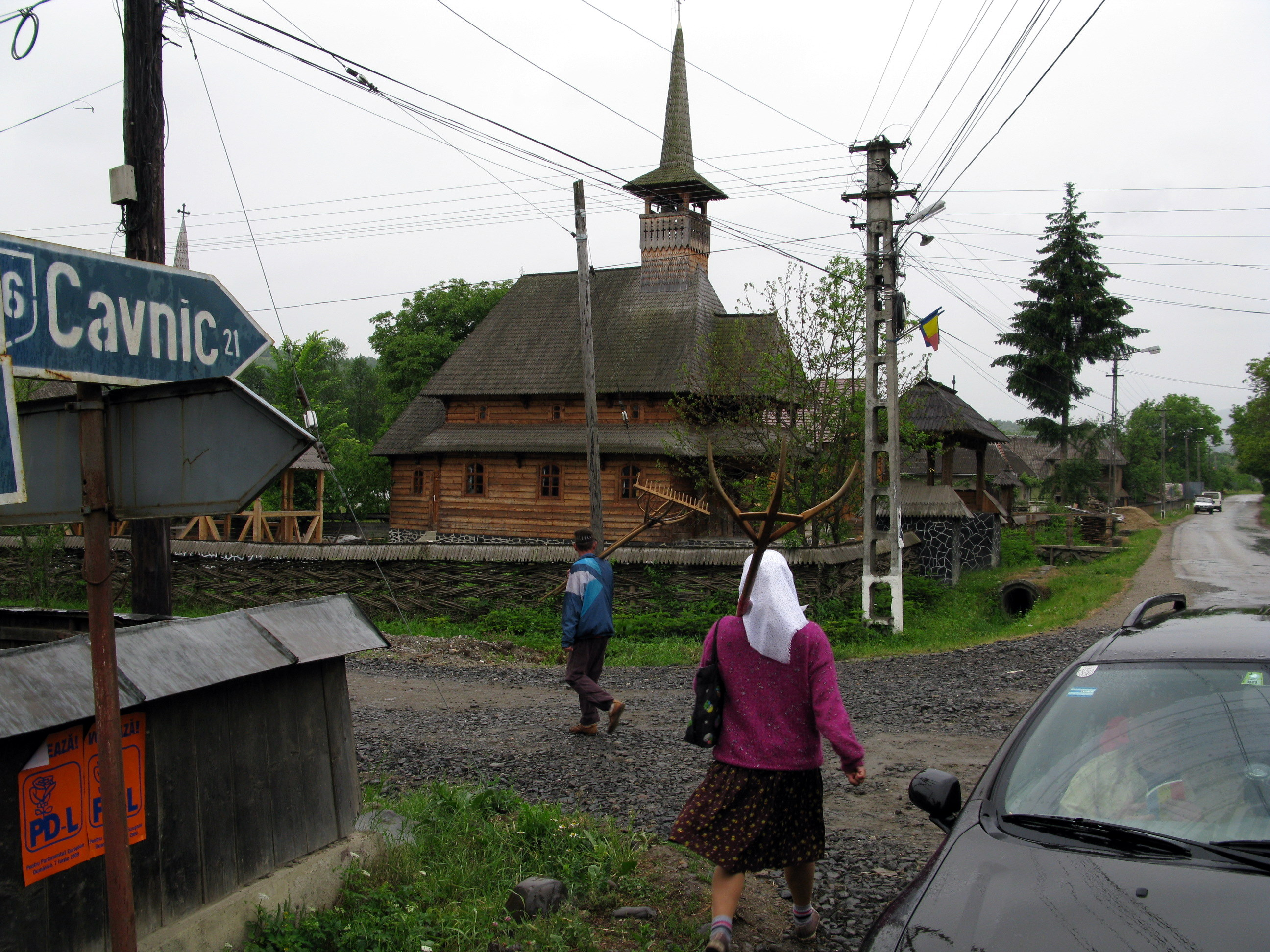

Călinești telt 3305 inwoners.